# John Toshack
John Benjamin Toshack (Cardiff, 22 de Março de 1949) é um treinador e ex-futebolista nascido no País de Gales. Atualmente sem clube, dirigiu o Wydad Casablanca entre Janeiro de 2014 e Setembro de 2016, tendo conquistado um titulo de campeão de Marrocos.

## Carreira
Jogou nos dois arquirrivais do País de Gales, primeiro no Cardiff City de sua cidade natal, depois no Swansea City. Em cada um, ganhou três Copas Galeses seguidas como títulos - no Swansea, participando simultaneamente como jogador e técnico.
No Cardiff, foi o jogador mais jovem a participar de uma partida do time, com 16 anos e 236 dias, recorde só batido em 2007. Em 1978, quando saiu de uma passagem de sucesso no Liverpool, quis ser técnico do Cardiff, que o recusou. Foi então que os rivais do Swansea se interessaram por ele.
Os Swans estavam na quarta divisão inglesa desde 1965, quando foram rebaixados em derrota por 0 x 5 em clássico contra o Cardiff. Com Toshack jogando e treinando a equipe, o clube recuperou-se de forma sensacional, conseguindo três acessos em quatro temporadas até chegar à primeira divisão, em 1981. A equipe ainda conseguiu um honroso sexto lugar na temporada 1981/82 na elite inglesa, apenas dois pontos atrás de Tottenham Hotspur (que conseguiu vaga na Copa da UEFA) e Arsenal. O conto de fadas encerraria-se a partir da temporada seguinte, quando o Swansea voltou à segunda divisão, sendo rebaixado à terceira logo na posterior.
Como técnico, chegou a ser campeão espanhol com o Real Madrid. Na Espanha, ainda ganhou duas Copas do Rei pelos pequenos Real Sociedad e Deportivo La Coruña. Entre 2004 e 2010, Toshack treinou a Seleção Galesa, pela qual jogara de 1969 e 1980.
Se foi no Swansea que começou sua bem-sucedida carreira de treinador, como jogador ele obteve maior reconhecimento nos oito anos em que passou no Liverpool, entre 1970 e 1978. Participou da primeira geração internacionalmente vitoriosa que os Reds teriam, ganhando as Copas da UEFA de 1973 e 1976 e o primeiro título da equipe na Copa dos Campeões, em 1977. Ganhou ainda os Campeonatos Ingless de 1973, 1976 e 1977, títulos que já deixavam o Liverpool como o mais vitorioso clube da Inglaterra.
Mesmo tendo contrato com País de Gales até 2012, Toshack acabou pedindo demissão do cargo em 9 de setembro de 2010, após início nas eliminatórias para a Eurocopa 2012 com derrota para Montenegro. Posteriormente, acertaria como treinador de alguma equipe apenas em 7 de agosto de 2011, quando aceitou o cargo de treinador da Macedônia. Porém, a passagem dele no comando dos Crveni Lavovi durou apenas um ano e seis dias.
Em 8 de março de 2013, Toshack foi anunciado como novo técnico do Khazar Lankaran, time da Liga Yuksak (Primeira Divisão do Campeonato Azeri).

## Vida pessoal
O filho de John Toshack, Cameron, seguiu os passos de seu pai e também foi jogador de futebol entre 1989 e 1993, atuando ainda por Cardiff e Swansea City, mas acabaria abandonando o futebol neste mesmo ano.
Em 2011, pai e filho trabalharam respectivamente como treinador e assistente-técnico da Seleção da Macedônia.

## Títulos

### Como Jogador
Cardiff City
- Copa do País de Gales: 1967, 1968, 1969

Liverpool
- Campeonato Inglês: 1973, 1976, 1977
- Copa da UEFA: 1973, 1976
- Copa da Inglaterra: 1974
- Supercopa da Inglaterra: 1976
- Copa dos Campeões: 1977
- Supercopa Europeia: 1977

### Como Jogador / Treinador
Swansea City
- Copa do País de Gales: 1981, 1982, 1983

### Como Treinador
Real Sociedad
- Copa da Espanha: 1987

Real Madrid
- Campeonato Espanhol: 1990

Deportivo La Coruña
- Supercopa da Espanha: 1995

Beşiktaş
- Copa da Turquia: 1998

### Individuais
- Seleção do Campeonato Inglês: 1975/76